# Falo sagrado no Butão

## Introdução

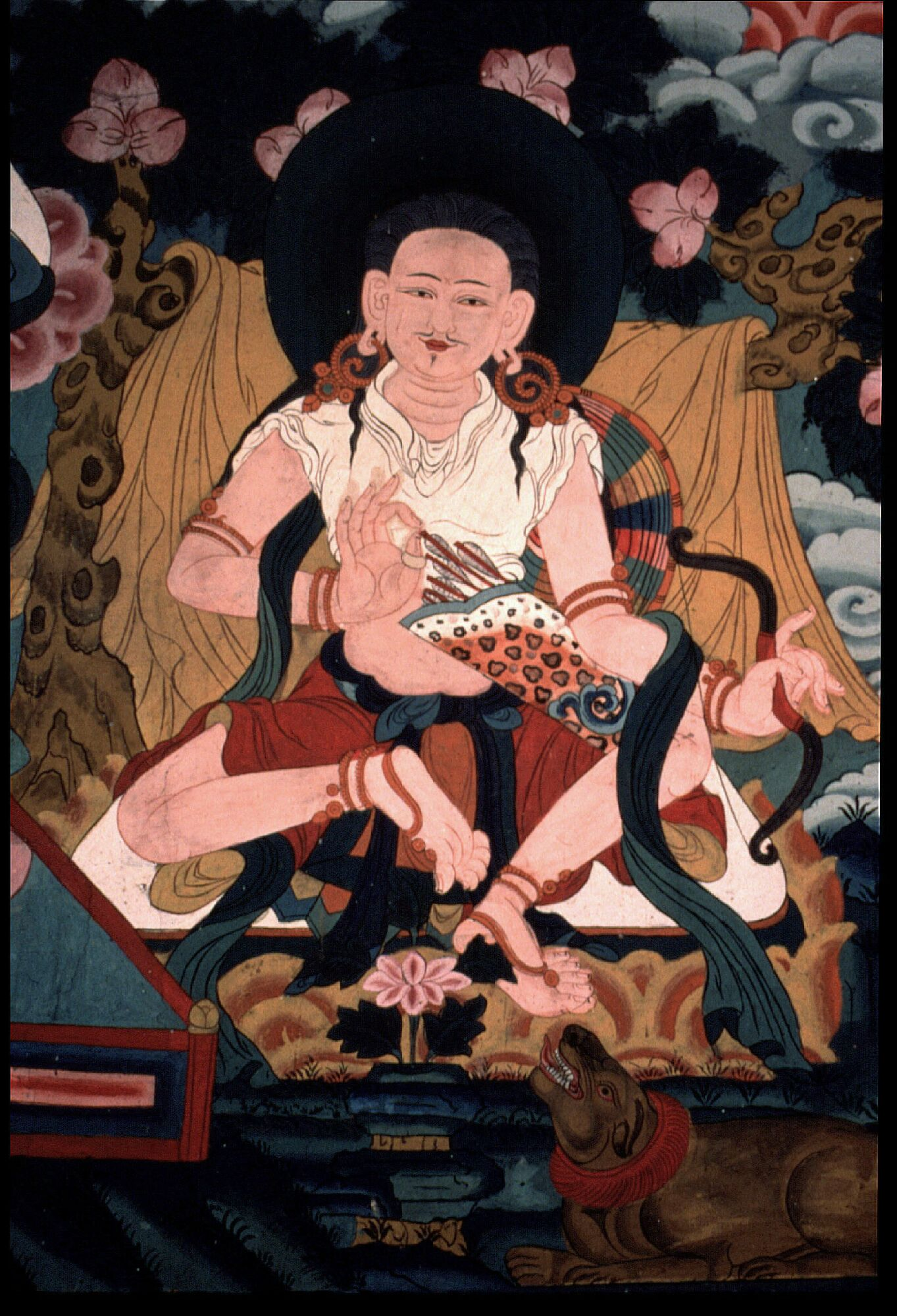
Representação do Lama Drukpa Kunley

Pinturas referentes ao membro genital masculino no Reino do Butão são consideradas símbolos esotéricos. Suas origens remontam ao mosteiro Chimi Lhakhang, perto de Punakha, antiga capital do Butão. O mosteiro da vila foi construído em homenagem ao Lama budista Drukpa Kunley, que viveu nos séculos XV e XVI, e popularmente conhecido como “O Divino Louco" (nyönpa), ou  "O Santo das 5.000 mulheres". Sua fama advém de seus métodos de ensino chocante e pouco ortodoxos, os quais o Lama adotou quando resolveu ensinar o budismo às pessoas de forma que chocasse os líderes religiosos locais. Criador e possuidor da "Louca Sabedoria", em suas caminhadas, sempre nu, Kunley enxergava em algumas mulheres sinais das Dakinis (a emanação feminina de Buda), as iluminava através do sexo e as liberava, transformando-as em um corpo de luz.
Há séculos o Butão celebra o órgão genital masculino, podendo-se encontrar por todo o país diversos falos eretos, muitos deles ejaculando, pintados nas paredes de casas e edifícios, em placas ou esculpidos em madeira para atrair boa sorte, afastar o mau olhado e os espíritos malignos. E grande maioria dessas imagens são creditadas como criações de Kunley. Entretanto, estas pinturas explícitas vêm se tornando embaraçosas para muitos dos moradores atuais, e por causa disso essa parte de sua cultura folclórica vem sendo desencorajada nos centros urbanos.  
Enquanto a história do uso de símbolos do genital masculino é atribuída a Drukpa Kunley, estudos realizados no Centro de Estudos do Butão (CBS) inferiram que o falo era parte integrante da religião étnica primitiva, associada à região de Bön, que existia no Butão antes mesmo do Budismo se tornar a religião nacional. Em Bon, o falo era parte integrante de todos os rituais. Dasho Lam Sanga, ex-diretora do Instituto de Estudos de Língua e Cultura (ILCS), ao declarar que não há documentos escritos sobre ela, acrescenta que: "acreditava-se que o culto do falo estava em prática antes mesmo da chegada do Guru Rinpoche e de Shabdrung Ngawang Namgyal (Budista tibetano responsável pela unificação do Butão como estado-nação). O que sabemos sobre isso é o que ouvimos de nossos antepassados.” Os símbolos fálicos, no entanto, geralmente não são representados nos templos e dzongs da comunidade, que são locais de culto onde vivem os monges e monjas budistas que adotaram estilos de vida celibatários e perseguem ideais divinos. No entanto, casas rurais e aldeias continuam a exibi-los. 

## História
A origem frequentemente mencionada do falo simbólico é como um legado popular do santo butanês Drukpa Kunley (1455-1529). Kunley migrou do Tibete, foi treinado no Mosteiro de Ralung, pertencendo ao período de Pema Lingpa, tornando-se seu discípulo. Ele era um santo louco que viajou extensivamente no Butão, e abertamente gostava de mulheres e vinho, adotando formas blasfêmicas e pouco ortodoxas de ensinar o budismo, como trocar seus ensinamentos por vinho. Apesar de suas façanhas sexuais também incluírem seus anfitriões e promotores, ele evitava todo e qualquer tipo de convenção social.
A intenção de Drukpa Kunley era chocar o clero, que era arrogante e pudico em seu comportamento e ensinamentos do Budismo. No entanto, seus modos atraíram os praticantes leigos. Supostamente foi ele quem propagou a lenda dos falos esculpidos ou pintados nas paredes para afastar os maus espíritos e subjugar os demônios. Ele era, também, chamado de "santo da fertilidade", e o mosteiro que ele construiu, Chimi Lhakhang, é visitado não apenas por mulheres butanesas, mas por pessoas do mundo inteiro, principalmente por casais que esperam ser abençoados com um filho.

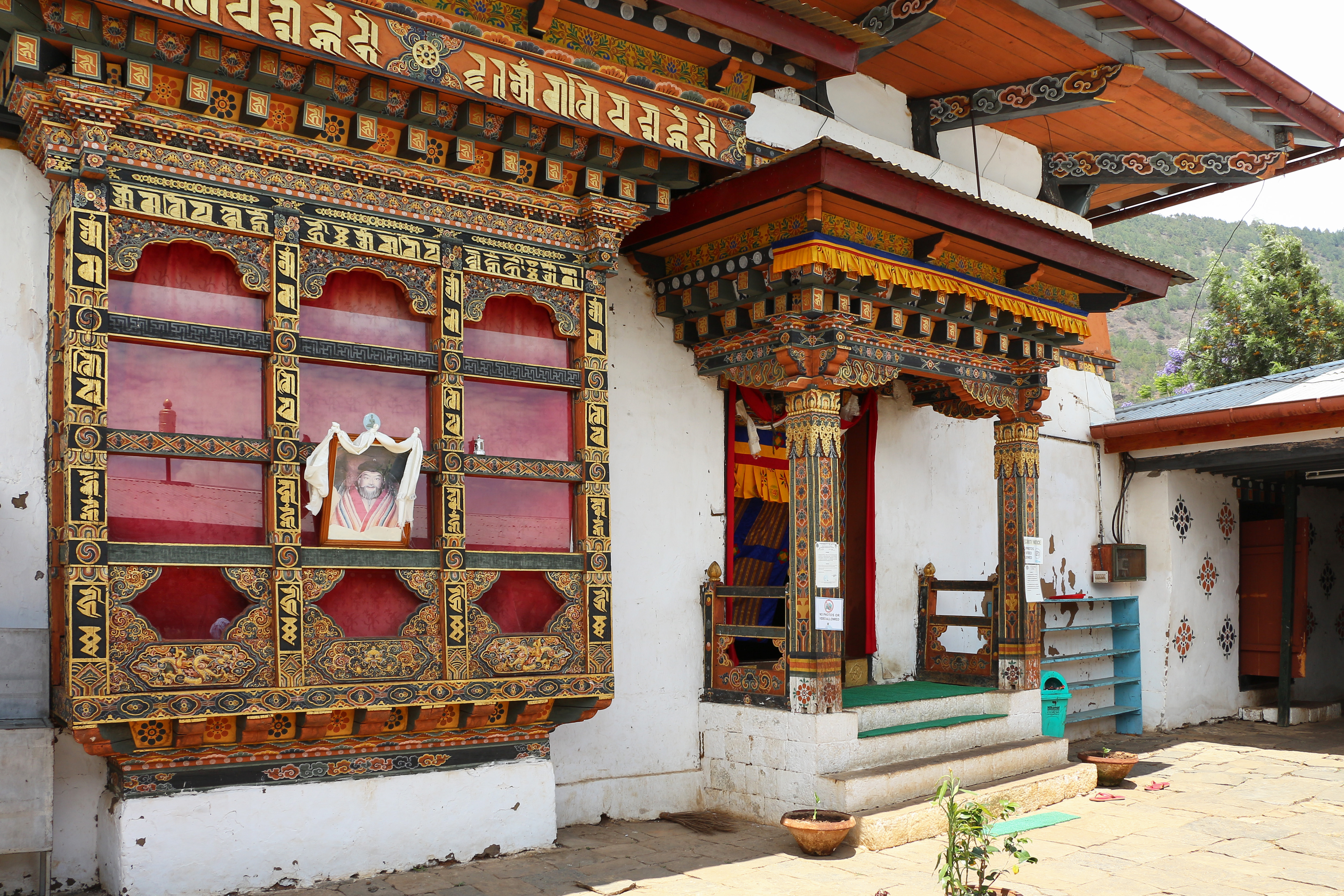
Mosteiro de Chimi Lhakhang

O órgão de Kunley era chamado de "Raio da Sabedoria Flamejante", pois despertava os demônios e os subjugava. Apesar da cultura do Falicismo, culturalmente empregada em algumas religiões pagãs, é dito que talvez ele é "o único santo nas religiões do mundo que é quase exclusivamente identificado com o falo e seu poder criativo". É por essa razão que seu falo é adotado como símbolo, representado em pinturas nas paredes das casas, e até mesmo sendo usado nas pinturas thangka de Drukpa como um "bastão de madeira com cabeça de órgão genital".
O nyönpa vivia em um lugar conhecido como Lobesa, perto de Chimi Lhakhang, para afastar os espíritos malignos e proteger as pessoas locais. De acordo com a lenda, ele costumava acertar as forças do mal com seu membro e transformá-las em divindades de proteção. O mosteiro foi construído em honra do Divino Louco por seu primo, em uma colina que posteriormente foi nomeada por Kunley de "peito de mulher", como um agradecimento por todas as boas ações do Lama feitas ao seu povo, subjugando as forças do demoníacas com seu "raio de sabedoria". Foi construído em 1499 com um plano quadrado e uma torre de ouro. Foi construído próximo à aldeia Yowakha, e todas as casas no caminho são pintadas com símbolos fálicos.
O mosteiro agora abriga diversos falos de madeira, incluindo um com cabo de prata (o "Raio do Lama"), que o santo louco supostamente trouxe do Tibete. Esse, em especial, é agora freqüentemente usado pelo atual Lama do mosteiro para atingir as mulheres na cabeça como uma bênção para gerar filhos. O nome da criança ainda nascida também é escolhido escolhendo pedaços de bambu colocados no altar com nomes de meninos e meninas. Também é dito que a pequena estupa no altar foi feita pelo próprio Kunley. O mosteiro é consagrado com uma estátua de Lama Kunley com seu cão de estimação, Sachi. Imagens de Ngawang Namgyal, Gautama Buddha e Avalokiteśvara também são endeusadas no mosteiro.  
É argumentado pelos pesquisadores de ciências sociais que o falo é uma representação da "ilusão mundana dos desejos" e, também, sendo um símbolo de poder e fertilidade dos animistas da religião de Bön, a representação do falo ficou enredada com o budismo Butão. No entanto, representações fálicas semelhantes podem ser encontradas na Tailândia, Bali e em outras culturas. 

## Contos e práticas
Várias anedotas são contadas sobre os comportamentos malucos de Drukpa Kunley. Diz-se que em uma determinada ocasião, ele foi presenteado com um fio sagrado para colocar em volta do pescoço. Entretanto, ele chocou as pessoas, dizendo que iria amarrar o fio em torno de seu membro, com a esperança de que isso lhe traria "sorte com as mulheres".
Entre algumas comunidades no leste do Butão, todos os anos durante um determinado período, os falos são reverenciados com flores, ara (bebida alcóolica vermelha) e leite, em um esforço para buscar proteção contra os espíritos malignos. No centro do Butão, um falo de madeira é imerso nos copos antes que as bebidas sejam oferecidas aos convidados. Alguns falos, especialmente no Butão rural, são dotados de olhos cômicos.
A pintura falo também é denominada como grafite institucionalizado. Ele é visto pintado em desenhos diferentes, e um design incomum visto é aquele com um dragão montando o falo. Uma característica comum observada é que o falo é sempre visto ejaculando.

## Simbolismo

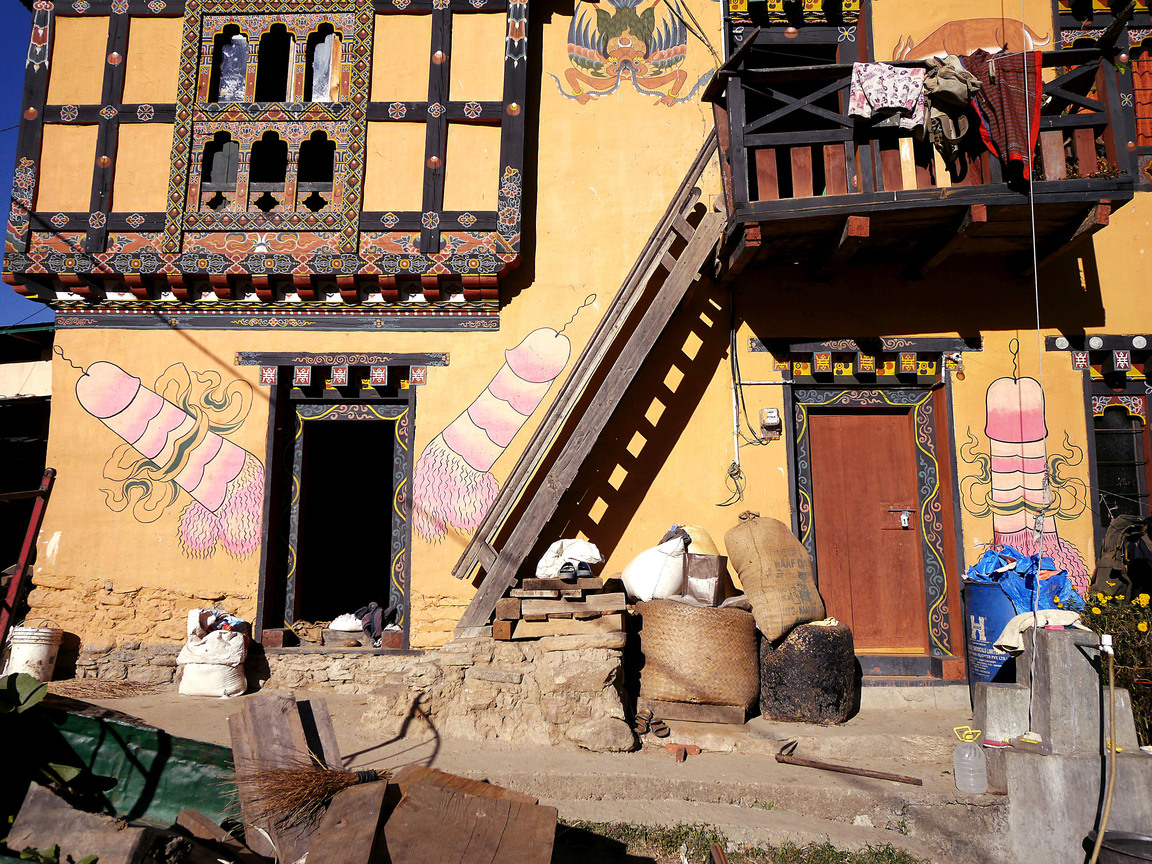
Falos pintados nas paredes das casas

A crença de que tal símbolo traz boa sorte e afasta espíritos malignos é tão arraigada na psique da população comum no Butão que os símbolos são rotineiramente pintados fora das paredes das novas casas ou até mesmo em placas de veículos. Os falos de madeira esculpidos são pendurados (às vezes cruzados por um desenho de espada ou punhal) do lado de fora, nos beirais das novas casas, nos quatro cantos. Os falos de madeira também são conduzidos nos campos agrícolas como uma espécie de espantalho, quando as colheitas começam a brotar.
Durante o popular festival Tsechu, realizado todos os anos em diferentes mosteiros em todo o Butão, os Atsaras (palhaços mascarados) decoram seus acessórios de cabeça com tecidos contendo diversos falos pintados. Esses palhaços também dançam com seus santos chicotes e falos de madeira. Em uma estrada de carro do aeroporto de Paro para Thimpu, estas pinturas explícitas de falos são uma visão comum nas paredes brancas de casas, lojas e restaurantes. 
No mosteiro de Chimi Lhakhang, o santuário dedicado a Drukpa Kunley, vários falos de madeira são vistos para abençoar as pessoas que visitam o mosteiro em peregrinação em busca de bênçãos para ter um filho ou para o bem-estar de seus filhos. O falo exibido no monastério é um pedaço de madeira marrom com uma alça de prata, uma relíquia religiosa considerada possuidora de poderes divinos e, portanto, usada para abençoar as pessoas espiritualmente orientadas. Também se diz que evita brigas entre membros da família nas casas pintadas com esses símbolos. 

## Ritual de boas-vindas
Um ritual interessante realizado no Butão acontece como parte da cerimônia de boas-vindas às casas novas, que consiste em se levantar uma cesta cheia de falos esculpidos em madeira até o telhado da casa e fixá-los nos quatro beirais, de acordo com os cantos cardinais. Grupos de homens e mulheres são contratados pelo dono da casa para levantar a cesta para o telhado.
Enquanto os homens puxam a cesta com uma corda amarrada firmemente no teto, as mulheres tentam puxá-la para baixo; durante este processo, canções fálicas irreverentes são cantadas e com cada puxão as pessoas que assistem a diversão gritam "Laso!". Um exercício simulado é executado pelos homens como se eles não conseguissem levantar a cesta e ela fosse jogada no chão, com isso, a intenção é obter bebida (alcóolica) de graça do dono da casa, de forma que eles fiquem “energizados” para levantar a cesta. Depois da bebedeira, os homens finalmente erguem a cesta até o telhado e fixam os falos nos quatro cantos dos beirais do telhado.
Os falos também são amarrados com um punhal e pintados em cinco cores diferentes; dizem que as cores significam as cinco manifestações divinas: uma adaga branca, representando paz, pureza e harmonia, é colocada ao leste, uma adaga vermelha, representando riqueza e poder, é colocada a oeste, a adaga amarela, representando a prosperidade, é colocada ao sul e o norte é colocada a adaga verde, que representa proteção. O quinto punhal colocado dentro da casa é geralmente de cor azul e simboliza a sabedoria. Diferente do que muitos pensam, a crença de fixar esses símbolos nas casas é ligada ao pensamento de afastar os maus espíritos, e não como um símbolo de fertilidade.